# Via Rio
Via Rio foi uma empresa brasileira de transporte coletivo urbano da cidade do Rio de Janeiro. Era uma concessionária municipal, sendo filiada à Rio Ônibus.

## História
A Top Rio Turismo era uma empresa de fretamento de ônibus que operava uma linha urbana, entre Sulacap e a Praça XV. Quando a mesma passou a operar mais uma linha, resolveu também dedicar a marca Top Rio somente para os ônibus de fretamento e assumiu a marca Via Rio para os ônibus que operaram em linhas urbanas.
Voltou em 2013 depois que a City Rio dividiu parte das linhas do eixo Zona Norte - Centro com o mesmo número de ordem (60000) e operando em dois consórcios. Por problemas financeiros, encerrou suas atividades em 2015.